# Grote Prijs Stad Zottegem 2008
Il Grote Prijs Stad Zottegem 2008, settantatreesima edizione della corsa e valida come evento dell'UCI Europe Tour 2008 categoria 1.1, si svolse il 19 agosto 2008 su un percorso di 194,2 km. Fu vinta dal belga Roy Sentjens che terminò la gara in 4h34'00", alla media di 42,52 km/h.
Al traguardo 119 ciclisti portarono a termine il percorso.

## Ordine d'arrivo (Top 10)
| Pos. | Corridore           | Squadra       | Tempo    |
| ---- | ------------------- | ------------- | -------- |
| 1    | Roy Sentjens        | Silence       | 4h34'00" |
| 2    | Preben Van Hecke    | Topsport Vl.  | a 3"     |
| 3    | Fabio Polazzi       | Bodysol       | a 4"     |
| 4    | Jürgen Roelandts    | Skil-Shimano  | a 16"    |
| 5    | Jempy Drucker       | Mitsubishi    | a 17"    |
| 6    | Sven Vandousselaere | GLS-Pakke Sh. | s.t.     |
| 7    | James Vanlandschoot | Silence       | s.t.     |
| 8    | Nicholas Walker     | P3 Transfer   | s.t.     |
| 9    | Luc Hagenaars       | Bodysol       | s.t.     |
| 10   | Theo Eltink         | Groupe Gobert | s.t.     |